# Jevišovka (przystanek kolejowy)
Jevišovka – przystanek kolejowy w miejscowości Jevišovka, w kraju południowomorawskim, w Czechach. Znajduje się na wysokości 175 m n.p.m.
Jest zarządzany przez Správę železnic. Na przystanku nie ma możliwości zakupu biletów, a obsługa podróżnych odbywa się w pociągu.

## Linie kolejowe
- 246 Břeclav - Znojmo